# Paul-Georges Ntep
Paul-Georges Ntep de Madiba (Douala, 29 juli 1992) is een Frans-Kameroens voetballer die doorgaans als linksbuiten speelt. Hij verruilde Stade Rennais in januari 2017 voor VfL Wolfsburg. Ntep debuteerde in 2015 in het Frans voetbalelftal.

## Clubcarrière
Ntep speelde in de jeugd bij Ris Orangis, Draveil, ES Viry-Châtillon, Linas Montlhery, Brétigny Foot en AJ Auxerre. Op 27 oktober 2010 debuteerde Ntep voor Auxerre in de Coupe de la Ligue tegen SC Bastia. Sindsdien speelde hij meer dan vijftig wedstrijden voor AJ Auxerre. In januari 2014 verliet Ntep Auxerre en tekende hij een contract bij Stade Rennais, waar hij op 2 februari debuteerde in de Ligue 1 tegen Olympique Lyonnais (2–0 winst). In het seizoen 2013/14 speelde hij tien wedstrijden, waarin hij vijfmaal trefzeker was. Gedurende de volgende jaargang was Ntep basisspeler bij Rennais: in de competitie speelde hij 35 wedstrijden en maakte hij negen doelpunten.

## Interlandcarrière
Ntep kwam uit in diverse Franse jeugdelftallen. Hij debuteerde in 2013 in Frankrijk –21, waarin hij in twee jaar tijd dertien interlands speelde (zeven doelpunten). Zijn debuut in het Frans voetbalelftal maakte Ntep op 7 juni 2015 in een oefeninterland tegen België. In de met 3–4 verloren wedstrijd verving hij Olivier Giroud na 80 minuten speeltijd. Na negen minuten gaf hij een assist op Nabil Fekir, die het tweede Franse doelpunt maakte.